# Reprezentacja Wielkiej Brytanii w koszykówce mężczyzn
Reprezentacja Wielkiej Brytanii w koszykówce mężczyzn - drużyna, która reprezentuje Wielką Brytanię w koszykówce mężczyzn. Za jej funkcjonowanie odpowiedzialny jest Brytyjski Związek Koszykówki (BBF). Nigdy nie udało jej się zakwalifikować do Mistrzostw Świata. Raz pojawiła się na Igrzyskach Olimpijskich i Mistrzostw Europy. Aktualnie należy do dywizji A.